# Chris Johnson (boxare)
Chris Johnson, född 8 augusti 1971 i Manchester, Jamaica, är en kanadensisk boxare som tog OS-brons i mellanviktsboxning 1992 i Barcelona. Johnson förlorade semifinalen mot amerikanen Chris Byrd. 1991 i Sydney tog han brons i amatör-VM i boxning.